# 包三姑外传
《包三姑外传》是周易影视于2010年首播的一部古装公案电视剧。讲述明朝永乐年间，一边远小镇上，以包青天後人包三姑为首的女子破案组，侦破一系列的悬疑案件，2010年1月3日安徽影视频道首播，7月8日 东南卫视上星。
本剧大量使用了喜剧搞笑的演绎方式。共包括6个故事：朱棣即位（1-6集）、寻统霸业（6-13集）、阴间盗帅（13-19集）、大奶奶欺诈案（19-25集）、玫瑰谍影（26-31集）、艺术大侠（31-33集）。

## 演员表
| 演員   | 角色     | 简介                               | 备注                                   |
| ------ | -------- | ---------------------------------- | -------------------------------------- |
| 李绮红 | 包三姑   | 曉輝的奶媽，御妹                   |                                        |
| 陈浩民 | 书生县令 | 包三姑的老公                       | 是个小男人，多一个縣縣令               |
| 于 波  | 朱 棣    | 皇上                               | 皇上                                   |
| 章龄之 | 楊八妹   | 曾是个飛天女贼                     | 後幫忙辦案                             |
| 贾延龙 | 北 急    | 縣衙的勤雜工                       | 反正什么都干                           |
| 陈志朋 | 仇一心   | 楊八妹的偶像                       | 郭義的殺父仇人                         |
| 谢丽金 | 六师婆   | 大龄妇女                           | 以前是“雷縣令”的老婆，離婚後幫着辦案   |
| 張檬   | 書憐兒   | 書生的媽媽给找的媳婦               | 其實那時書生已经成婚，愛書生但有緣無份 |
| 陳為民 | 雷捕頭   | 以前是縣令，因为他不稱職被貶為捕頭 |                                        |
| 释小龙 | 董宝玉   | 以前和義父學盗墓                   | 倒賣寶貝。“陰間盜聖”                   |
| 释小龙 | 李南山   | 李東海的親生兒子                   | 董宝玉的真实身份                       |
| 雷恪生 | 站長     | 一個看似瘋癲的老頭，其實深藏不露   |                                        |
| 孫寶光 | 包侵田   | 包青天第N代後人                    |                                        |
| 楊俊毅 | 王老虎   | 密探                               |                                        |
| 李萍   | 女管家   | 包家的女管家                       | 暗戀包侵田                             |
| 盧星宇 | 朱植     | 遼王                               | 遼王                                   |
| 庹宗華 | 趙匡胤   | 宋代開國皇帝                       | 只在第一集出現                         |
| 信鵬   | 南人     | 一個大胖小子，又壯又笨，就知道吃   | 長期居住在縣衙牢裡，為人正義           |

## 音乐
- 片头曲：《包三姑外传》
  - 作词、曲：周阅 演唱：于莎莎
- 插　曲：《浣纱》
  - 作词：钟诚、作曲：杨昊东 演唱：朱洁
- 片尾曲：《长相守》
  - 作词、曲：章若涵 演唱：章若涵、于波

## 相关链接
- 电视剧《包三姑外传》 （页面存档备份，存于）于爱奇艺